# The Merton Parkas
The Merton Parkas war eine britische Mod-Revival-Band, die Mitte der 1970er Jahre im Londoner Stadtbezirk Borough of Merton gegründet wurde. Ihr Bandname setzte sich aus dem Herkunftsort und dem bei Mods beliebten Kleidungsstück Parka, einem vorwiegend grünfarbigen Anorak bzw. Popelinemantel, zusammen.
Die Gruppe bestand aus den Brüdern Mick Talbot (* 11. September 1958, Keyboards) und Danny Talbot (Gesang, Gitarre), Neil Wurrell (Bass) und Simon Smith (Schlagzeug).
Die Merton Parkas waren mit The Jam Wegbereiter der in Großbritannien zu diesem Zeitpunkt aufkeimenden „zweiten Welle“ der Mod-Szene der 1960er Jahre und erhielten als eine der ersten Neo-Modbands schnell einen Vertrag bei Beggars Banquet Records. 1979 wurde die Debütsingle „You Need Wheels“ veröffentlicht, die in England ein Hit wurde. Es folgte die LP „Face in the Crowd“, woraus „Plastic Smile“ und „Give it to me“ ebenfalls als Singles veröffentlicht wurden. Enthalten waren auch die Coverversionen „(I’m not your) Steppin‘ Stone“ (im Original von den Monkees) und "Tears of a Clown" (Smokey Robinson).
Bereits 1980 trennte sich die Gruppe. Mick Talbot gründete 1983 gemeinsam mit Paul Weller The Style Council.